# Фролов, Артур Владимирович
Артур Владимирович Фролов (род. 30 или 29 июля 1970, Коммунарск) — советский и украинский шахматист, международный мастер (1991), мастер спорта СССР (1988), гроссмейстер Украины.
Участник отборочного цикла Чемпионата мира: победитель зонального турнира (Николаев, 1993), участник межзонального турнира (Биль, 1993). Чемпион ВДФСО профсоюзов 1987 года. В составе сборной Украины — серебряный призёр командного чемпионата мира 1993, участник Олимпиады 1994. Создатель новой версии шахмат.
В составе команды «Донбасс» (Алчевск) выступал в трёх розыгрышах Кубка европейских клубов (1993—1995), бронзовый призёр турнира 1994 года.

## Спортивные результаты
| Год  | Город       | Турнир                          | + | − | = | Результат | Место      |
| ---- | ----------- | ------------------------------- | - | - | - | --------- | ---------- |
| 1988 | Львов       | 57-й чемпионат Украинской ССР   | 4 | 3 | 8 | 8 из 15   | 6          |
| 1990 | Симферополь | 59-й чемпионат Украинской ССР   | 3 | 2 | 5 | 5½ из 10  | 4          |
| 1991 | Москва      | 58-й и последний чемпионат СССР | 4 | 2 | 5 | 6½ из 11  | 10—14      |
| 1993 | Биль        | Межзональный турнир             | 5 | 6 | 2 | 6 из 13   | 42—54      |
| 1993 | Люцерн      | 3-й командный чемпионат мира    | 0 | 1 | 2 | 1 из 3    | 2          |
| 1994 | Москва      | 31-я шахматная олимпиада        | 2 | 0 | 5 | 4½ из 7   | 9          |
| 2017 | Житомир     | 86-й чемпионат Украины          | 1 | 6 | 4 | 3 из 11   | 12         |
| 2020 | с. Омельник | 89-й чемпионат Украины          | 1 | 4 | 4 | 3 из 9    | 34 (34—36) |